# صومعة زرين (مهربان)
صومعة زرين هي قرية في مقاطعة سراب، إيران. عدد سكان هذه القرية هو 444 في سنة 2006.